# Harpactea caligata
Harpactea caligata är en spindelart som beskrevs av Beladjal och Robert Bosmans 1997. Harpactea caligata ingår i släktet Harpactea och familjen ringögonspindlar.
Artens utbredningsområde är Algeriet. Inga underarter finns listade i Catalogue of Life.